# دومازانا جيوردانو
دومازانا جيوردانو (بالإيطالية: Domiziana Giordano)‏ هي مصورة وكاتِبة وشاعرة وممثلة إيطالية، ولدت في 4 سبتمبر 1959 بروما في إيطاليا.

## أعمال

### أفلام
- (1994) مقابلة مع مصاص الدماء[3]

## وصلات خارجية
- دومازانا جيوردانو على موقع IMDb (الإنجليزية)
- دومازانا جيوردانو على موقع ألو سيني (الفرنسية)
- دومازانا جيوردانو على موقع أول موفي (الإنجليزية)
- دومازانا جيوردانو على موقع قاعدة بيانات الأفلام السويدية (السويدية)
- دومازانا جيوردانو على موقع قاعدة بيانات الفيلم (الإنجليزية)
- دومازانا جيوردانو على موقع كينوبويسك (الروسية)